# Jacobo de Venecia
Giacomo de Venecia  (en latín "Iacobus Veneticus Graecus"), fue un clérigo y canonista italiano.Fue el principal y más consultado traductor de Aristóteles  directamente del griego al latín en el siglo XII.

## Biografía
No se sabe mucho de su vida. Nació en Venecia aproximadamente en el segundo cuarto del siglo XI y murió después de 1147. Al parecer fue educado en Constantinopla. Ha sido llamado el primer traductor sistemático de Aristóteles desde Boecio .  Entre sus varias traducciones están los Segundos analíticos  en el período 1125-1150. También hizo disponible en Europa Occidental por primera vez en medio milenio la obra el Organon,  (conocida entonces como la Nueva Lógica).
Estuvo presente (entre otros literatos), en un debate público de 1136 en Constantinopla, entre el obispo católico Anselmo da Havelberg y el arzobispo ortodoxo Niceta da Nicomedia .
La mayoría de sus manuscritos que originalmente estaban en la  Biblioteca de Mont-Saint-Michel, actualmente son conservados en la Biblioteca de Avranches .